# 北亨德森鎮區 (伊利諾伊州默瑟縣)
北亨德森鎮區（英語：North Henderson Township）是位於美國伊利諾伊州默瑟縣的一個行政鎮區。

## 地方資料
根據2010年美國人口普查的數據，北亨德森鎮區的面積為90.00平方千米，當中陸地面積為90.00平方千米，而水域面積為0.00平方千米。當地共有人口401人，而人口密度為每平方千米4.46人。